# Triple Crown of Open Water Swimming
Die Triple Crown of Open Water Swimming (dt.: „Dreifache Krone des Freiwasserschwimmens“) ist ein Marathon-Schwimmwettbewerb, der aus drei historisch bedeutsamen Schwimmwettbewerben besteht:
- Der Ärmelkanal, 33 Kilometer (21 Meilen) zwischen Frankreich und England
- Der Catalina Channel, 32,5 Kilometer (20,2 Meilen) zwischen Catalina Island und dem kalifornischen Festland
- Der 20 Bridges Swim (früher bekannt als Manhattan Island Swim), eine 48,5 Kilometer lange Umrundung von Manhattan Island, New York City.

Bis Oktober 2023 hatten 366 Schwimmer diese Auszeichnung erhalten.

## Double Triple Crown
Schwimmer, die den Ärmelkanal, Catalina und Manhattan jeweils zweimal durchschwimmen, haben angeblich die „Doppelte Triple Crown“ errungen. Der Mexikaner Antonio Argüelles war der erste Schwimmer, dem dies gelang. Seine erste Triple Crown holte er 1999 und seine zweite 2009.
Weitere Schwimmer, die die Double Triple Crown errungen haben:
| Schwimmer         | Land               | Erste Triple Crown | Zweite Triple Crown |
| ----------------- | ------------------ | ------------------ | ------------------- |
| Antonio Argüelles | Mexiko             | 1999               | 2009                |
| Tina Neill        | Vereinigte Staaten | 2008               | 2012                |
| Penny Palfrey     | Australien         | 2010               | 2015                |
| Elizabeth Fry     | Vereinigte Staaten | 2009               | 2016                |